# Maria Edgarda Marcucci
Maria Edgarda Marcucci, detta Eddi (Roma, 1991), è una scrittrice e attivista italiana.

## Biografia
Nata a Roma, è figlia dell'attrice e regista Roberta Lena. Nel 2021 la madre le ha dedicato il film DeAndré DeAndré - Storia di un impiegato.
Ha studiato filosofia all'Università di Torino. Ha militato nel centro sociale Askatasuna e nel movimento No TAV. Per la sua partecipazione a degli scontri, dopo un periodo in cui si è resa irreperibile (durante il quale il regista Paolo Virzì le rivolge una lettera aperta sulla Stampa), è stata sottoposta agli arresti domiciliari.
Nel 2017 è andata nel Rojava, in Siria, con una missione civile. Ha deciso poi di entrare nell'Unità di Protezione delle Donne, con cui fino al 2018 ha combattuto contro lo Stato Islamico assieme alle milizie curde, con il nome di battaglia Shilan. Per questo, tornata in Italia, è stata ritenuta "socialmente pericolosa" e nel 2020 è stata condannata dal Tribunale di Torino a due anni di sorveglianza speciale, una misure di prevenzione che limita la libertà personale. Nel 2022 ha raccontato l'esperienza nel libro Rabbia proteggimi. Dalla Val di Susa al Kurdistan. Storia di una condanna inspiegabile, pubblicato da Rizzoli Lizard.
Ha scritto la sceneggiatura del documentario The Matchmaker (2022) assieme alla regista Benedetta Argentieri. Il film, presentato fuori concorso alla Mostra del cinema di Venezia e candidato ai David di Donatello per il miglior documentario nel 2023, è un'intervista esclusiva alla jihadista britannica Tooba Gondal.

## Opere

### Libri
- Maria Edgarda Marcucci, Rabbia proteggimi. Dalla Val di Susa al Kurdistan. Storia di una condanna inspiegabile, illustrazioni di Sara Pavan, Rizzoli Lizard, 1º marzo 2022, ISBN 9788817160896.
- Lucio Biasiori, Luca Casarotti, Alessandra Colarizi, Ida Dominijanni, Micol Flammini, Eric Gobetti, Gilles Gressani, Yaryna Grusha Possamai, Eddi Marcucci, Paolo Mossetti, Valerio Nicolosi, Mattia Salvia, Gino Strada, Esiste una guerra giusta?: 13 punti di vista su interventismo e pacifismo, UTET, 21 marzo 2023, ISBN 979-1221205077.

### Prefazioni
- Rutu Modan, Tunnel. L'arca della discordia, Rizzoli Lizard, 18 maggio 2021, ISBN 978-8817156660.
- Diane Wolkstein e Samuel Noah Kramer, I canti di Inanna regina del cielo e della terra. Miti e poesie della dea sumera, traduzione di Franco Marano, Mimesis, 2023, ISBN 9788857597249.

## Filmografia
- The Matchmaker, regia di Benedetta Argentieri (2022) - sceneggiatrice
- La scelta, regia di Carlo Augusto Bachschmidt (2022) - attrice (se stessa)

## Televisione
- Sette storie - puntata del 26/07/2021 (Rai 1)[12]